# 2020년 하계 올림픽 트리니다드 토바고 선수단
2020년 하계 올림픽 트리니다드 토바고 선수단은 2021년 일본 도쿄에서 열린 2020년 하계 올림픽에 참가한 올림픽 트리니다드 토바고 선수단이다.
트리니다드 토바고는 2020년 도쿄 하계 올림픽에 참가했다. 원래 2020년 7월 24일부터 8월 9일까지 열릴 예정이었던 올림픽은 코로나19 범유행으로 인해 2021년 7월 23일부터 8월 8일로 연기되었다. 이전에 영국 식민지와 서인도 제도 연방의 일부로서 4개의 다른 에디션에 참가했지만 이번 하계 올림픽은 트리니다드 토바고의 18번째 하계 올림픽 출전이었다.
2020년 올림픽은 트리니다드 토바고에게 다소 실망스러운 올림픽이었다. 1992년 이후 처음으로 올림픽에서 메달을 획득하지 못한 것이기 때문이다.

## 출전 선수
| 종목   | 남자 | 여자 | 전체 |
| ------ | ---- | ---- | ---- |
| 육상   | 8    | 7    | 15   |
| 복싱   | 1    | 0    | 1    |
| 사이클 | 2    | 1    | 3    |
| 유도   | 0    | 1    | 1    |
| 조정   | 0    | 1    | 1    |
| 요트   | 1    | 0    | 1    |
| 수영   | 1    | 1    | 2    |
| 전체   | 13   | 11   | 24   |

## 같이 보기
- 올림픽 트리니다드 토바고 선수단